# Linia kolejowa Merseburg – Leipzig-Leutzsch
Linia kolejowa Merseburg–Leipzig-Leutzsch – lokalna linia kolejowa w Niemczech, w krajach związkowych Saksonia-Anhalt i Saksonia. Rozpoczyna się w Merseburgu i prowadzi przez Leuna i Böhlitz-Ehrenberg do stacji Leipzig-Leutzsch. W Lipsku linia ta nazywa się Merseburger Eisenbahn. 